# Estadio Raúl Argentino Ortiz
El Estadio Raúl Argentino Ortiz, también conocido como El Fortín Rojinegro es un estadio cubierto ubicado en Corrientes, provincia de Corrientes. Es propiedad del Club San Martín de la misma ciudad, el cual lo utiliza para sus partidos de básquet y eventualmente para otros deportes o eventos artísticos.
El estadio está equipado con butacas antivandálicas en todas sus localidades, posee palcos para las autoridades, Wi-Fi, cabinas de prensa y baños para popular, sector platea y sector visitante, vestuarios local, visitante y de árbitros.[cita requerida]
Reúne todas las medidas de seguridad pedidas por el COPROSEDE, ventilación natural forzada por los paneles laterales que junto al sistema de ventiladores le permiten airear y refrescar el interior, tamaño de la cancha con medidas aptas para competencia internacionales tanto de básquet como de vóley, sistema de equipamiento con tableros de tanteador electrónicos y jirafas con aros rebatibles.[cita requerida]
El Fortín Rojinegro, como fue apodado por sus simpatizantes, es al día de hoy, el estadio más moderno de la provincia y uno de los mejores en la escena nacional.[cita requerida]

## Historia
En el año 1960, bajo la presidencia de Juan Carlos Morales, se contrató a la empresa Geppel y Pinasco la construcción de una tribuna. Concebida y proyectada en todos sus detalles con los últimos adelantos de la técnica, tiene una extensión de 40 metros de largo por 8,50 metros de ancho y consta de 20 escalones de 0.30 x 0.40 m. con 2 escaleras de acceso ubicadas en sus extremos y palco central todavía existente. Se halla sobre columnas de hormigón que permitían la circulación. Las obras fueron inauguradas con un cuadrangular entre San Martín, Unión de Santa Fe, Villa San Martín de Resistencia, y Regatas de Corrientes.

En 3 ó 4 meses tenemos que tener un estadio nuevo con sus obras avanzadas. Ya comenzaron con los trabajos de los hormigones de las bases de las nuevas tribunas. Se comenzaron a pintar algunos sectores y para los próximos días el socio y el público en general podrá ver un avance de estas obras.
Atilio Mosna

Transcurrían los años 90, y el Club San Martín se veía ante la necesidad de remodelar el estadio para participar de torneos profesionales de básquet. Fue así que en el año 1996 con el proyecto del arquitecto Atilio Mosna, se llevó a cabo el proyecto de un nuevo estadio, techado con una estéreo estructura de acero, nuevos vestuarios y algo novedoso para la región, un piso sintético.
Las obras fueron inauguradas con el torneo Argentino de Selecciones U 22, realizadas íntegramente en el club.
En el año 2007, el ascenso de San Martín al Torneo Nacional de Ascenso de básquet puso en evidencia la falta de infraestructura adecuada para afrontar de local los partidos en la categoría. Fue así que con fondos públicos, afrontó la comisión directiva la misión de reformar el estadio por segunda vez luego de 11 años.
Bajo la gestión del presidente Ing. Alberto Sottile y con proyecto nuevamente del Arq. Atilio Mosna, se llevó adelante el cerramiento lateral de las cabeceras por calle Salta y calle La Rioja, construcción de una nueva tribuna de hormigón en la cabecera por calle Salta, nuevos vestuarios, plateas y el reemplazo de la cancha sintética por una de parqué.
Las obras fueron inauguradas el 10 de octubre de 2008, haciendo su estreno como local contra Española de Charata. El nombre ficticio "El Fortín Rojinegro", surgió de una campaña que lanzó la comisión directiva entre socios y deportistas de la entidad y que tuvo mucha aceptación. Las reformas en el estadio no solo le permitieron al club mejorar su infraestructura para competir en torneos de alto nivel, sino también, le permitió convertirse en epicentro para la realización de eventos sociales y culturales.

## Eventos en el estadio

### Deportivos
- Argentino U 22 año 1996 (como motivo de la inauguración de la primera reforma del estadio)
- 80.º Campeonato Argentino de Básquet 2014
- Hexagonal final del torneo Argentino de clubes U 19 año 2013 (del cual fue partícipe San Martín)
- Final de la Liga Sudamericana de Baloncesto de 2015
- Torneo Súper 4 2017

### Musicales y otros
| Recitales - Julio Iglesias - Palito Ortega - Violeta Rivas - Néstor Fabián - Billy Caffaro - Chico Novarro - Yuyú Da Silva - Leo Dan - Corrientes Música Viva 2009: con la actuación de: Luis Alberto Spinetta, Rubén Rada, Pedro Aznar, David Lebon, Lisandro Aristimuño, Liliana Herrero, Tonolec, Chango Spasiuk, Javier Malosetti y Fattoruso con Rey Tambor y Coqui Ortiz. - Corrientes Música Viva 2010: con la actuación de: León Gieco, Chango Spasiuk, D-Mente, Fito Páez, Fabiana Cantilo, Kevin Johansen, Orosco Barrientos, Joselo Schuap, Martin Buscaglia y Seba Ibarra. - 2010: Las Pastillas del Abuelo - 2011: No Te Va Gustar - 2012: Las Pastillas del Abuelo - 2012: Axel - 2012: Divididos - 2012: Ciro y Los Persas - 2013: Rata Blanca - 2017: Ciro y Los Persas | Eventos políticos, culturales y religiosos. - 2004: Congreso Eucarístico nacional - 2013: Misa del padre Betancourt |